# 374

374(삼백칠십사)는 373보다 크고 375보다 작은 자연수다.

## 수학
- 합성수로, 그 약수는 1, 2, 11, 17, 22, 34, 187, 374다. 진약수의 합은 274이므로, 374는 부족수다.
- 41번째 쐐기수다. 앞의 쐐기수는 370, 다음 쐐기수는 385다.
- {\displaystyle 374=1^{2}+7^{2}+18^{2}}
  - 처음 세 칠각수의 제곱합으로, 연속하는 세 칠각수의 제곱합으로 나타낼 수 있는 가장 작은 수다. 이 성질을 지닌 다음 수는 1529다.
- {\displaystyle 67^{2}-1}은 374로 나누어떨어진다.

## 과학
- NGC 374(영어판): 물고기자리 방향에 있는 은하.

## 교통

### 철도
- 영국 철도 374: 유로스타 인터내셔널의 고속열차.

### 도로
- 일본 374번 국도(일본어판): 오카야마현 비젠시에서 쓰야마시까지 이어지는 일본의 국도.
- 현도 제374호선

## 군사
- U-374(영어판, 독일어판): 제2차 세계 대전에 사용된 나치 독일의 군용 잠수함.

## 문화유산
- 대한민국의 보물 제374호: 산청 율곡사 대웅전
- 대한민국의 사적 제374호: 군위 인각사지

## 기타
- 연도: 374년, 기원전 374년